# Achelia setulosa
Achelia setulosa là một loài nhện biển trong họ Ammotheidae. Loài này thuộc chi Achelia. Achelia setulosa được miêu tả khoa học năm 1912 bởi Loman.